# Harre, meine Seele
Harre, meine Seele ist ein geistliches Lied, das 1845 von dem deutschen Kaufmann Johann Friedrich Raeder verfasst und später in zahlreiche Sprachen übersetzt wurde. Heute zählt es zum Liedgut vieler kirchlicher Gemeinschaften und Freikirchen. Es handelt sich um einen Aufruf an die eigene Seele in schwerer Not, im Glauben an Gottes Hilfe unverzagt auszuharren.

## Entstehungsgeschichte
Der deutsche Kaufmann Johann Friedrich Raeder (* 4. Mai 1815 in Elberfeld (heute Stadtteil von Wuppertal); † 4. März 1872 ebenda) geriet im Jahr 1845 in wirtschaftliche Existenznot, nachdem er sich auf ein Risikogeschäft im Indigohandel mit Westindien eingelassen hatte. Als er sich der Gefahr bewusst geworden war, in die er sich hineinmanövriert hatte, suchte er Gott und schrieb in diesem Zusammenhang auf der Grundlage verschiedener Psalmen das Lied „Harre, meine Seele“.
Sehr viel später kam Raeder tatsächlich unbeschadet aus seiner prekären Situation heraus. Im Nachhinein sah er es als Wunder an, dass die im Voraus bezahlten Handelsgüter eintrafen und ihm der Ruin erspart blieb.
Das Lied hatte ursprünglich nur zwei Strophen, eine dritte Strophe wurde später durch Carl Brockhaus [* 1822; † 1899] hinzugefügt, die die Vorfreude auf den Eingang in die selige Ewigkeit und das damit verbundene Ende alles irdischen Leidens thematisierte.

## Inhalt und Form
Struktur und Metrik des Liedes sind ungewöhnlich kompliziert. Charakteristisch sind die beiden Kehrverse, mit der alle Strophen beginnen: „Harre, meine Seele, harre des Herrn, / Alles ihm befehle, hilft er doch so gern.“ Auffällig ist ein Wechsel zwischen trochäischen und daktylischen Passagen. Auch das Reimschema ist unregelmäßig: Zwei Kreuzpaare werden gefolgt von einem Dreifachreim, woran sich ein weiteres Kreuzpaar anschließt.
Dass Raeder weder Theologe noch Philologe war, tritt durch einige dichterische Schwächen zutage. Insbesondere das veraltete „befehle“ anstatt „befiehl“ gleich zu Beginn brachte dem Autor heftige Kritik ein.
Unverkennbar im Liedtext sind Anleihen bei Psalm 27, 13–14 („Harre des Herrn! Sei getrost und unverzagt und harre des HERRN!“), Ps. 42,6 („Was betrübst du dich, meine Seele, und bist so unruhig in mir? Harre auf Gott; denn ich werde ihm noch danken, dass er meines Angesichts Hilfe und mein Gott ist“), Psalm 13,6 („Ich aber traue darauf, dass du so gerne hilfst“) und – in der zweiten Strophe – Psalm 46,2–4 („Gott ist unsre Zuversicht und Stärke, eine Hilfe in den großen Nöten, die uns getroffen haben. Darum fürchten wir uns nicht, wenngleich die Welt unterginge und die Berge mitten ins Meer sänken, wenngleich das Meer wütete und wallte und von seinem Ungestüm die Berge einfielen“). 
Die zusätzliche dritte Strophe von Carl Brockhaus hält sich einerseits genau an die von Raeder vorgegebene Metrik und Struktur, thematisiert jedoch die Vorfreude auf den Eingang in die ewige Herrlichkeit bei Gott und das damit verbundene Ende allen irdischen Leidens. In den Übersetzungen (siehe unten) fand die Brockhaus-Strophe mit ihrer andersgelagerten Zielrichtung nicht immer Berücksichtigung.

## Text
1. Harre, meine Seele,

Harre des Herrn,

Alles ihm befehle,

Hilft er doch so gern.

Sei unverzagt,

Bald der Morgen tagt,

Und ein neuer Frühling folgt dem Winter nach.

In allen Stürmen,

In aller Not,

Wird er dich beschirmen,

Der treue Gott.
2. Harre, meine Seele,

Harre des Herrn,

Alles ihm befehle,

Hilft er doch so gern.

Wenn alles bricht,

Gott verlässt uns nicht,

Größer als der Helfer ist die Not ja nicht.

Ewige Treue, 

Retter in Not,

Unser Herz erfreue,

Du treuer Gott!
3. Harre, meine Seele,

Harre des Herrn,

Alles ihm befehle,

Hilft er doch so gern.

Bald höret auf

Unser Pilgerlauf,

Und die Klagen schweigen, Jesus nimmt uns auf.

Nach allen Leiden, 

Nach aller Not 

Folgen ewge Freuden. 

Gelobt sei Gott!

## Veröffentlichung und Verbreitung
Dem Raederschen Lied wurde eine Melodie des schweizerischen reformierten Pfarrers, Dichters und Komponisten César Malan unterlegt, die dieser ursprünglich für zwei seiner eigenen Lieder komponiert hatte. Erstmals 1847 in Druck gegeben, wurde „Harre, meine Seele“ rasch bekannt und fand Eingang in das Deutsche Evangelische Kirchen-Gesangbuch (nach 1853 in den einzelnen Landeskirchen zu unterschiedlichen Erscheinungsjahren und in unterschiedlichem Umfang herausgegeben), dort allerdings nicht in den Stammteil, sondern in die verschiedenen Anhänge (z. B.: Evangelisches Gesangbuch für Ost- und Westpreußen, Königsberg in Pr., 1897, Abschnitt VI: Geistliche Volkslieder, Nr. 583) und ebenfalls in das Evangelische Militärgesangbuch (Anhang Nr. 13). Auch im Allgemeinen evangelischen Gesangbuch (AEG ab 1906, später DEG ab 1915), das bis 1950 in Gebrauch war, fand das Lied seinen Platz im Anhang. Das Evangelische Kirchengesangbuch (EKG, 1950 bis 1993) verzeichnete das Lied genauso wenig im Stammteil, der Text war im Anhang Lieder für besondere Zeiten und Anlässe unter „Liedgebete“ abgedruckt; einige Landeskirchen nahmen es jedoch in die Lieder des Regionalteils des EKG auf. Im aktuellen Evangelischen Gesangbuch (EG) ist das Lied ebenfalls nicht im Stammteil vertreten, jedoch in 10 der 14 Regionalausgaben. Durch Auswanderer wurde das Lied u. a. auch in den USA bekannt und fand dort Aufnahme in die American Lutheran Hymnals.
Auch außerhalb des unmittelbaren kirchlichen Kontextes wurde das Lied populär. Es wurde ins Repertoire von Schulliederbüchern in Deutschland, Österreich und der Schweiz aufgenommen und gelangte ins Liedgut der Wandervogelbewegung, der Burschenvereine und sogar des Stahlhelms. Auch als Chorlied ist „Harre, meine Seele“ bis heute beliebt.
Inzwischen wurde das Lied in zahlreiche Sprachen übersetzt, teils mit inhaltlichen Modulationen und Hinzufügungen durch die Übersetzer, und zählt heute zum festen Liedgut in zahlreichen Kirchen und Christengemeinschaften weltweit. Unter anderem gibt es mindestens acht englischsprachige Fassungen (darunter Julius H. Horstmann 1908 und John C. Hansen 1916: „Wait on God and trust him“; William Martin Czarmanske 1922: „Wait my soul and tarry“; Anonym: „Wait my soul upon him“), zwei schwedische (Anna Ölander 1896: „Vänta efter Herren“, Per Harling 1986: „Vila i din väntan“), eine tschechische (Gád Vojkůvka: „Důvěru a víru v Pána vždy měj!“), eine spanische (Friedrich Ludwig Fliedner: „Alma Mía, Espera en el Señor“). eine französische („Compte ô toi, mon âme, compte sur Dieu“) und eine in Suaheli („Umngojee Bwana, moyo wangu“).
Die schwedische Textfassung erhielt 1921 eine neue Melodie von Otto Olsson.

## Nachwirkung
Das in persönlicher Not geschriebene Lied hat sich seit seiner Entstehung bis in die jüngste Zeit großer Popularität in christlichen Kreisen erfreut; unter anderem hat es einen häufigen Platz bei Beerdigungen. Auch soll es z. B. eines der Lieblingslieder Albert Schweitzers gewesen sein. Nach Mitteilung des Gefängnisseelsorgers trat der 1946 wegen Kriegsverbrechen zum Tode verurteilte Generalfeldmarschall Wilhelm Keitel seinen letzten Gang mit Raeders Lied auf den Lippen an; Keitel hatte im Gefängnis zum Glauben an Christus gefunden.